# Regiunile Muntenegrului
Aceasta este o listă cu regiunile geografice ale Muntenegrului. Aceste regiuni nu au statut oficial, iar unele dintre ele se suprapun, sau nu se poate spune că au granițe clare.
- Litoralul muntenegrean
- Simplu Zeta
- Bjelopavlići (Valea râului Zeta)
- Sandžak
- Krajina
- Rovca
- Crmnica
- Bjelice
- Morača
- Rudine
- Krivošije
- Župa Pivska
- Podgora
- Bukovica
- Donji Kolašin
- Bihor
- Mataruge
- Grbalj
- Ceklin
- Nikšićka Župa
- Zeta
- Šaranci
- Kričak
- Anamali
- Gornji Kolašin
- Ćemovsko Polje
- Piva